# Addison (Maine)
Addison város az USA Maine államában, Washington megyében. Lakosainak száma 1148 fő (2020. április 1.).

## Népesség
A település népességének változása:

| 2010 | 1 266 |
| 2020 | 1 148 |